# Buthacus mahraouii
Espèce
Buthacus mahraouii est une espèce de scorpions de la famille des Buthidae.

## Distribution
Cette espèce est endémique de la région de l'Oriental au Maroc. Elle se rencontre au sud de Bouanane à proximité de la frontière algérienne.

## Description
Le mâle holotype mesure 50,1 mm

## Systématique et taxinomie
Cette espèce a été décrite par Lourenço en 2004. Elle est placée en synonymie avec Buthacus ziegleri par Kovařík, Lowe et Šťáhlavský en 2016. Elle est relevée de synonymie par Lourenço en 2017.

## Étymologie
Cette espèce est nommée en l'honneur de Lahcen Mahraoui.

## Publication originale
- Lourenço, 2004 : « New considerations on the Northwestern African species of Buthacus Birula (Scorpiones, Buthidae), and description of a new species. » Revista Iberica Aracnología, no 10, p. 225-231 (texte intégral).